# Gọng vó Iberia
Drosophyllum là một chi thực vật ăn thịt chứa 1 loài duy nhất với danh pháp Drosophyllum lusitanicum (gọng vó Iberia, gọng vó Bồ Đào Nha hay thông sương). Về bề ngoài, nó giống như chi Drosera (gọng vó) có họ hàng khá gần, và giống với các loài Byblis (cây cầu vồng) chỉ có quan hệ xa (họ Byblidaceae thuộc bộ Lamiales).
Drosophyllum lusitanicum là loài bản địa ở miền tây khu vực ven Địa Trung Hải (Bồ Đào Nha, Tây Ban Nha và Maroc), và là một trong số ít loài thực vật ăn thịt mọc trong khu vực có đất kiềm và khô. Các lá có tuyến, dài 20–40 cm (8-16 inch), không cuộn lại từ nơ lá trung tâm, thiếu lực chuyển động phổ biến ở phần lớn các loài gọng vó, nhưng có đặc trưng bất thường là cuộn "ra ngoài" khi còn non. Loài cây này có mùi thơm khác biệt để hấp dẫn các côn trùng trong khi nó bắt mồi. Khi các côn trùng đậu vào lá, chúng bị mắc vào màng nhầy do các tuyến có cuống trên lá tiết ra. Con côn trùng càng vùng vẫy bao nhiêu thì nó càng nhanh mắc kẹt bấy nhiêu, cho tới khi nó chết đi do nghẹt thở hay kiệt sức. Loài cây này sau đó tiết ra các enzym hòa tan con côn trùng và hút lấy các chất dinh dưỡng. Loài cây này sử dụng các chất dinh dưỡng để bổ sung cho sự thiếu dinh dưỡng của loại đất mà nó sinh sống.
Drosophyllum lusitanicum có các bông hoa màu vàng tươi với đường kính khoảng 4 cm (1,6 inch) và mọc thành nhóm gồm 3-15 hoa, nở từ tháng 2 cho tới tháng 5. Quả nang trong mờ chứa 3-10 hạt màu đen mờ hình quả lê, đường kính 2,5 mm (0,1 inch). Sự nảy mầm của hạt được hỗ trợ của sự cắt rạch lớp áo hạt.
Chi này luôn được coi là có quan hệ liên minh gần với chi Drosera và trước đây từng đặt trong họ Droseraceae. Tuy nhiên, các nghiên cứu phân tử và hóa sinh học gần đây lại đặt nó trong họ Drosophyllaceae Chrtek, Slaviková & Studnicka, 1989 đơn chi đơn loài, như khuyến cáo của Angiosperm Phylogeny Group, và tạo thành một liên minh với các họ Dioncophyllaceae (chi Triphyophyllum) và Ancistrocladaceae.

## Phân loại
Hệ thống Cronquist năm 1981 xếp họ này trong bộ Nepenthales.
Hệ thống APG III năm 2009 (không đổi so với hệ thống APG II năm 2003 và hệ thống APG năm 1998) gán họ Drosophyllaceae vào bộ Caryophyllales thuộc nhánh core eudicots. D. lusitanicum trước đây luôn được đặt trong họ Droseraceae, do nó bắt côn trùng bằng phương thức tương tự như phần lớn các loài trong họ này.
Chứng cứ phân tử và hóa sinh học gần đây (xem website của APG) gợi ý rằng các đơn vị phân loại ăn thịt trong bộ Caryophyllales (gồm các họ Droseraceae, Drosophyllaceae, Nepenthaceae và loài Triphyophyllum peltatum) tất cả đều thuộc về một nhánh, không những chỉ chứa các loài cây ăn thịt mà còn bao gồm một số loài cây không ăn thịt, chẳng hạn như các loài trong họ Ancistrocladaceae.

## Thư viện ảnh

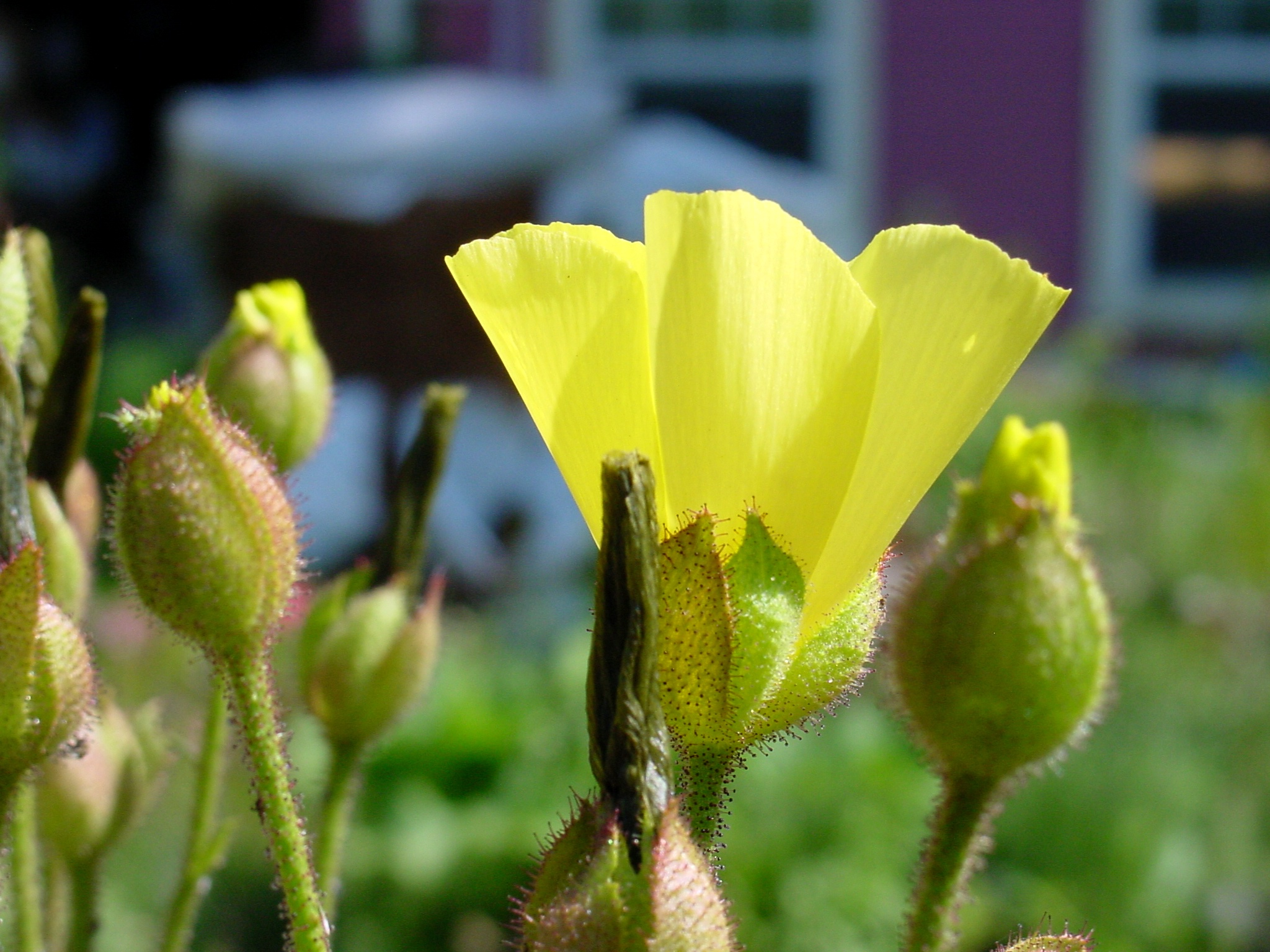
Hoa của Drosophyllum lusitanicum.
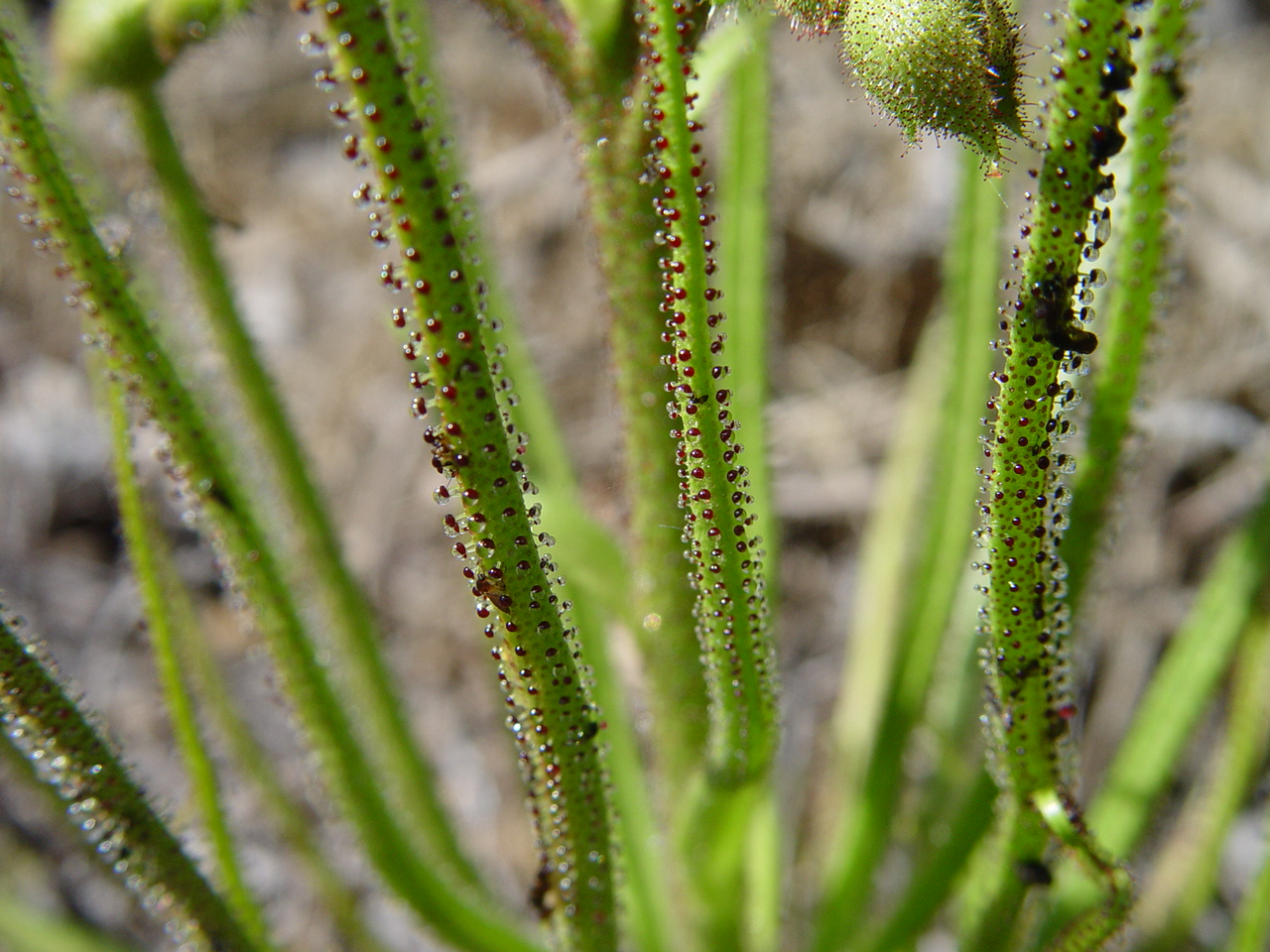
Lá.
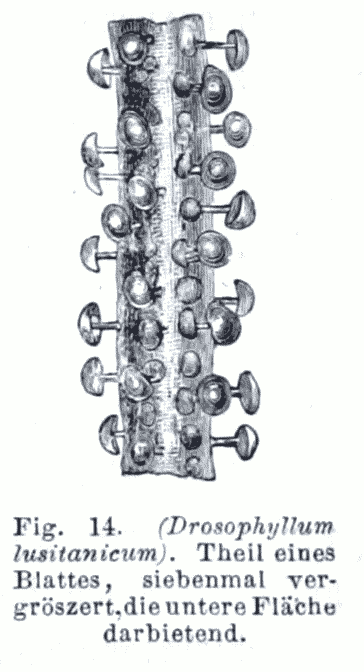
Hình minh họa các tuyến nhầy do Francis Darwin vẽ.